# 瑞典的英格麗德
英格麗德·維多利亞·蘇菲亞·路易絲·瑪格麗塔（瑞典語：Ingrid Victoria Sofia Louise Margareta，1910年3月28日—2000年11月7日），為瑞典公主，後成為丹麥王后，是瑞典國王古斯塔夫六世·阿道夫和康諾的瑪格麗特公主的女兒，丹麦国王弗雷德里克九世的妻子及王后。前任丹麦女王瑪格麗特二世的母亲，現任瑞典国王卡尔十六世·古斯塔夫的姑媽。

## 生平
英格麗德公主於1910年出生於斯德哥尔摩，為瑞典王儲古斯塔夫六世·阿道夫（即日後的古斯塔夫六世·阿道夫）之獨女，其母親康諾的瑪格麗特公主為英國維多利亞女王之孫女。當英格麗德公主只有十歲時，其母親因敗血症過世，三年後父親與路易絲·蒙巴頓結婚，後者成為英格麗德公主與兄弟們之繼母。
1935年，英格麗德公主與當時的丹麥王儲弗雷德里克九世結婚，共育有三女：
1. 瑪格麗特二世（1940年出生），現任丹麥女王
2. 本尼迪克特公主（1944年出生）
3. 丹麥的安妮-瑪麗（1946年出生），希臘王后

1947年，克里斯蒂安十世過世，弗雷德里克九世與英格麗德公主成為丹麥國王與王后。英格麗德公主作為王后期間改革了原本傳統的丹麥王室，將其變更為開放、舒適的環境。丈夫過世後，長女瑪格麗特二世繼位為女王，英格麗德公主成為王太后。
英格麗德公主於2000年過世，享壽90歲。

## 称号及头衔
- 1910年3月28日-1935年3月15日：瑞典的英格丽德公主殿下（HKH Prinsessan Ingrid av Sverige）
- 1935年3月15日-1944年6月17日：丹麦及冰岛王储妃殿下（HKH Kronprinsesse af Danmark og Island）
- 1944年6月17日-1947年4月20日：丹麦王储妃殿下（HKH Kronprinsesse af Danmark）
- 1947年4月20日-1972年1月14日：丹麦王后陛下（Hendes Majestæt Dronningen af Danmark）
- 1972年1月14日-2000年11月7日：英格丽德王后陛下（Hendes Majestæt Dronning Ingrid）